# デッドマン
『デッドマン』（原題: Dead Man）は、ジョニー・デップ主演、ジム・ジャームッシュ脚本・監督による1995年のモノクロ映画。音楽担当ニール・ヤング。
この作品は、物語の主人公の名前からも分かるように、18世紀イギリスの詩人ウィリアム・ブレイクと深い関わりを持ち、ブレイクの詩からの引用が至る所にちりばめられている。

## あらすじ
ビル・ブレイクという名前の青年が、会計士の仕事を求め、マシーンという名前の街にやってくるが、仕事を得ることはできなかった。その夜、セルという若い娘に出会い、痴情騒ぎに巻き込まれ、男が発砲。セルが自らの身を投げ出しブレイクをかばったため一命を取り留める。しかし、濡れ衣の罪を着せられたブレイクも、弾丸を撃ち込まれた体のまま、報奨金目当ての殺し屋たちに追跡されることになってしまう。深い傷を負ったブレイクは、途中、ノーボディという名前のインディアンに命を助けられる。ブレイクの名前を聞いたノーボディは、自分が助けた人物が、イギリスの詩人ウィリアム・ブレイクそのひとであると考え、深い敬意を払う。こうして、ブレイクとノーボディとの不思議な逃亡の旅が始まる。その過程で、腰抜けの会計士ブレイクは、巧みな銃の使い手、まさに、正真正銘の白人殺しの張本人へと変貌をとげていく。

## キャスト
※括弧内は日本語吹替（VHS版）
- ウィリアム・ブレイク - ジョニー・デップ（山路和弘）： 会計士。
- ノーボディ - ゲイリー・ファーマー（樋浦勉）： ネイティブ・インディアン。
- ジョン・スコフィールド - ジョン・ハート（池田勝）： ディッキンソン工場の支配人。
- ジョン・ディッキンソン - ロバート・ミッチャム（納谷悟朗）： ディッキンソン工場の社長。
- チャーリー・ディッキンソン - ガブリエル・バーン（古澤徹）
- セル・ラッセル - ミリー・アヴィタル（佐々木優子）： 紙製の花売り娘。
- コール・ウィルソン - ランス・ヘンリクセン（若本規夫）： 殺し屋。
- コンウェイ・トゥイル - マイケル・ウィンコット： 殺し屋。
- ジョニー・ザ・キッド - ユージン・バード： 殺し屋。
- 女装のサリー - イギー・ポップ（茶風林）： 森の中の男。
- ビッグ・ジョージ - ビリー・ボブ・ソーントン： 森の中の男。
- ベンモント・テンチ - ジャレッド・ハリス： 森の中の男。
- ノーボディのガールフレンド - ミッチェル・スラッシュ
- 機関士 - クリスピン・グローヴァー
- 白人交易所の男 - アルフレッド・モリーナ

## 『デッドマン』と詩人ブレイク
『デッドマン』では、ウィリアム・ブレイクという名前の他にも、詩人ブレイクの作品の登場人物や、詩人ブレイクの人生と関わりのある人物の名前が使われている。たとえば、紙製の花を売っていた娘の名前セルは、ブレイクの『セルの書 (The Book of Thel)』の主人公の名前であり、また、ディッキンソン工場の支配人ジョン・スコフィールド (John Scholfield) という名前は、1803年にブレイクを暴動教唆の罪で告訴した兵士の名前 ジョン・スコウフィールド (John Schofield) を連想させる。
子供の頃、兵士に銃で殴られ、アメリカから海を渡ってイギリスに連れ去られたが、ブレイクの詩集と出会い、その叡智の言葉に勇気づけられ、脱走に成功、ふたたび故郷の部落に戻ることができた登場人物のノーボーディは、自分にとって特別なこの詩人の言葉をしばしば暗唱する。たとえば、自分が助けた白人の名前がウィリアム・ブレイクであることを知り驚いたノーボディは、ブレイクの詩「無心のまえぶれ (Auguries of Innocence)」の一節を口ずさむ。
Every Night & every Morn 　　    　毎晩そして毎朝
Some to Misery are Born 　　     　あるものたちは悲嘆に生まれつき
Every Morn & every Night 　　    　毎朝そして毎晩
Some are Born to sweet delight  　 あるものたちは甘美な歓びに生まれつく
Some are Born to sweet delight 　  あるものたちは甘美な歓びに
Some are Born to Endless Night 　  あるものたちは終わりなき夜に
さらにノーボーディは、ブレイクの『天国と地獄の結婚 (The Marriage of Heaven and Hell) 』のなかの「地獄の格言 (Proverbs of Hell)」のひとつ「The Eagle never lost so much time. as when he submitted to learn of the crow （鷲がカラスから教えを受けようとすれば時間を無駄にする）」という言葉や、ブレイクの『永遠の福音 (The Everlasting Gospel)』の一節「The Vision of Christ that thou dost see / Is my Visions Greatest Enemy（おまえの見るキリスト像は、おれのキリスト像の最大の敵)」という言葉を口にしたり、「ウィリアム・ブレイクは　伝説の男　彼は　おれの友達」と歌ったりもしている。

## サウンドトラック
ニール・ヤングは、レコーディング・スタジオで一人、新しく編集された映画を見ながら、即興演奏（主にエレキギター、一部アコースティック・ギター、ピアノ、オルガン）でサウンドトラックを録音した。ジャームッシュは、ヤングの即興的な音楽が映画の自然発生的な物語をさらに盛り上げるだろうと奨励した。『デッドマン (オリジナル・サウンドトラック)』はヤングのインストゥルメンタル・トラック7曲で構成され、映画の台詞の抜粋とジョニー・デップによるウィリアム・ブレイクの詩の朗読が音楽の合間に挿入されている。